# Тедич, Слободан
Слободан Тедич (серб. Слободан Тедић; родился 13 апреля 2000) — сербский футболист, нападающий клуба «Чукарички».

## Клубная карьера
Уроженец Подгорицы, Тедич выступал за молодёжные команды футбольных клубов «Войводина» и «Чукарички». 14 октября 2017 года дебютировал в основном составе клуба «Чукарички» в матче сербской Суперлиги против клуба «Явор». 17 мая 2018 года забил свой первый гол за клуб в матче против «Войводины».
В сентябре 2019 года было достигнуто соглашение о подписании контракта с английским клубом «Манчестер Сити». Оданко, сезон 2019/20 Тедич должен был провести в составе «Чукарички» на правах аренды.
1 сентября 2020 года Слободан Тедич был отдан в голландский клуб «ПЕК Зволле» по договору сезонной аренды. 28 мая 2021 аренда была продлена на еще один сезон.
4 августа 2022 футболист отправился играть в клуб «Барнсли» из Лиги 1 до конца сезона 2022/23.
1 сентября 2023 года Тедич снова был отдан в аренду в «Чарльтон Атлетик».

## Карьера в сборной
Выступал за сборные Сербии до 16, до 17, до 18, до 19 лет и до 21 года.